# Attentato di Parigi del 20 aprile 2017
L'attentato di Parigi è stato un attentato terroristico avuto luogo nella capitale francese il 20 aprile 2017. In tarda serata, nell'Avenue des Champs-Élysées nei pressi dell'Arco di Trionfo, un musulmano ha aperto il fuoco contro degli agenti di polizia colpendo mortalmente uno di loro e ferendone altri 2.

## Antefatti
Durante la sparatoria, la Francia era in forte allerta a causa dell'onda di attentati a matrice islamica che aveva colpito la nazione a partire dal 2015. Due giorni prima dell'accaduto, due uomini erano stati arrestati a Marsiglia perché accusati di star progettando un attacco terroristico.

## Dinamica
La sparatoria è avvenuta a pochi giorni dalle elezioni presidenziali, mentre andava in onda l'ultimo confronto fra i candidati in vista del voto della domenica successiva.
L'attentatore, di nome Karim Cheurfi, è stato visto scendere armato di kalashnikov da una vecchia Audi A4 color argento nei pressi di un semaforo ed ha aperto il fuoco verso un furgone della polizia. Uno degli agenti presenti è morto sul posto, mentre gli altri due sono stati ricoverati in gravi condizioni. Anche un turista è stato ferito lievemente. Dopo la sparatoria, il killer ha cercato di darsi alla fuga a piedi, ma è stato ucciso da altri poliziotti lì presenti.

## Autore
L'autore dell'attacco terroristico è Karim Cheurfi, di 39 anni, nato nella periferia di Parigi. L'uomo aveva altri precedenti ed era stato già arrestato il 23 febbraio precedente per aver minacciato alcuni poliziotti. Fu però rilasciato per mancanza di prove. Secondo la rivendicazione dell'Isis avvenuta poche ore dopo, l'uomo era probabilmente conosciuto con lo pseudonimo di Abu Yusuf al Beljiki, cioè "il belga".

## Vittime
Il poliziotto ucciso è Xavier Jugelé, 37 anni. L'uomo di lì a pochi giorni sarebbe passato dalla polizia addetta all'ordine pubblico a quella giudiziaria. Si tratta della 239ª vittima di attentati terroristici in Francia a partire dal 2015. Sono stati feriti inoltre anche altri due agenti e una turista colpita da alcune schegge.

## Reazioni
Dopo l'accaduto il presidente francese François Hollande ha convocato d'urgenza all'Eliseo un Consiglio di difesa a cui hanno partecipato anche i ministri dell'Interno, della Giustizia, della Difesa e degli Esteri. Il presidente americano Donald Trump venuto a conoscenza dell'accaduto durante un incontro con il primo ministro italiano Paolo Gentiloni ha espresso le sue condoglianze dicendo di restare forti e vigili.